# Álex López (calciatore 1997)
Alejandro López Moreno, detto Álex (Terrassa, 2 giugno 1997), è un calciatore spagnolo, centrocampista del Marbella FC.

## Caratteristiche tecniche
È un centrocampista centrale.

## Carriera
Cresciuto nel settore giovanile dell'Espanyol, ha esordito in prima squadra il 1º novembre 2018 disputando l'incontro di Coppa del Re perso 2-1 contro il Cadice.
Il 14 gennaio 2019 ha debuttato nella Liga in occasione del match perso 3-2 contro la Real Sociedad.

## Statistiche
Statistiche aggiornate al 4 maggio 2019.

### Presenze e reti nei club
| Stagione        | Squadra         | Campionato      | Campionato | Campionato | Coppe nazionali | Coppe nazionali | Coppe nazionali | Coppe continentali | Coppe continentali | Coppe continentali | Altre coppe | Altre coppe | Altre coppe | Totale | Totale | Totale |
| Stagione        | Squadra         | Comp            | Pres       | Reti       | Comp            | Pres            | Reti            | Comp               | Pres               | Reti               | Comp        | Pres        | Reti        | Pres   | Reti   |        |
| --------------- | --------------- | --------------- | ---------- | ---------- | --------------- | --------------- | --------------- | ------------------ | ------------------ | ------------------ | ----------- | ----------- | ----------- | ------ | ------ | ------ |
| 2014-2015       | Espanyol        | SDB             | 2          | 0          |                 | -               | -               |                    | -                  | -                  |             | -           | -           | 2      | 0      |        |
| 2015-2016       | Espanyol        | SDB             | 2          | 0          |                 | -               | -               |                    | -                  | -                  |             | -           | -           | 2      | 0      |        |
| 2016-2017       | Espanyol        | SDB             | 36         | 4          |                 | -               | -               |                    | -                  | -                  |             | -           | -           | 36     | 4      |        |
| 2017-2018       | Espanyol        | TD              | 35         | 7          |                 | -               | -               |                    | -                  | -                  |             | -           | -           | 35     | 7      |        |
| 2018-2019       | Espanyol        | PD              | 4          | 0          | CR              | 4               | 1               |                    | -                  | -                  |             | -           | -           | 8      | 1      |        |
| Totale carriera | Totale carriera | Totale carriera | 79         | 11         |                 | 4               | 1               |                    | -                  | -                  |             | -           | -           | 83     | 12     |        |